# Paz de Augsburgo

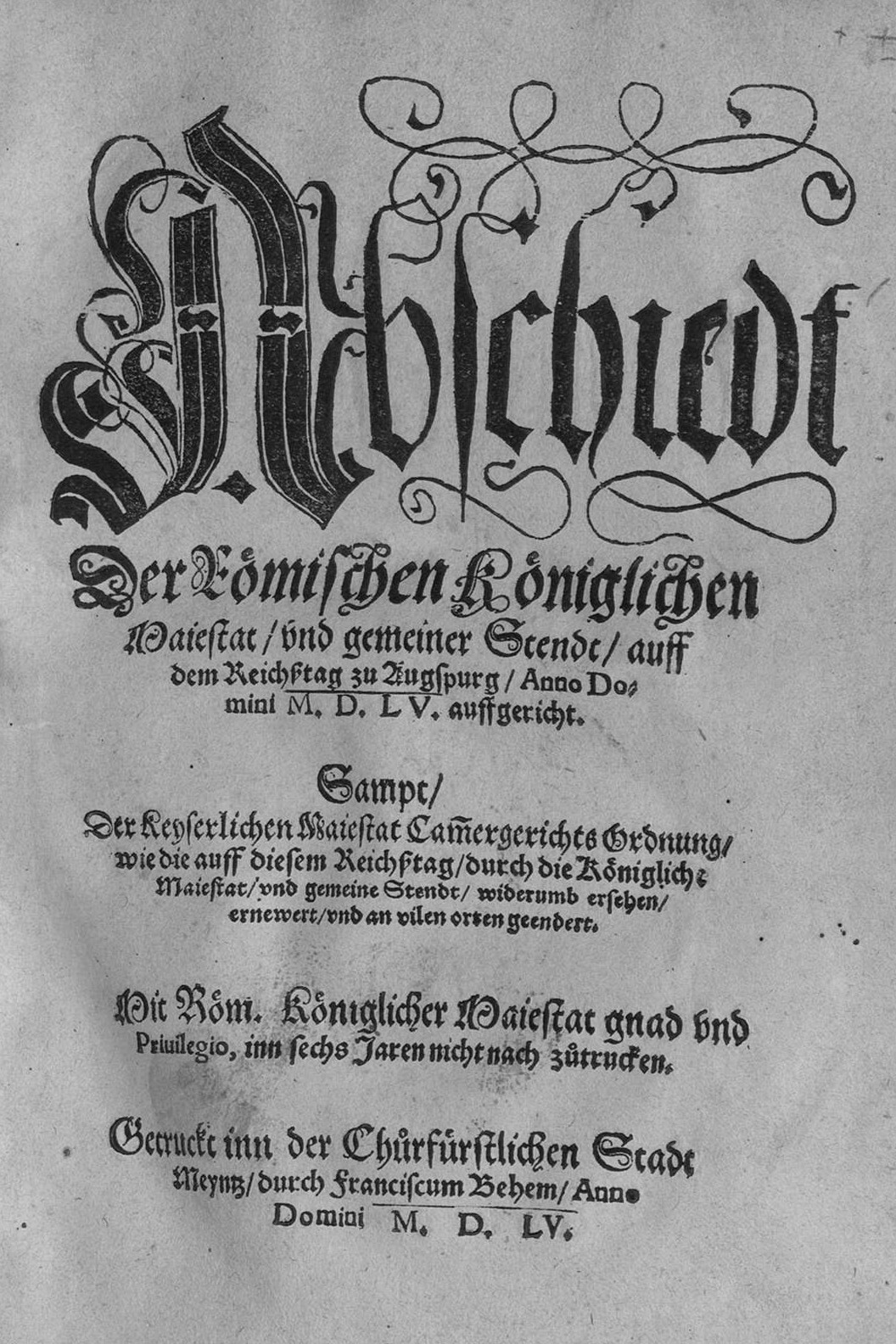
Portada de la edición impresa de los artículos del tratado, Maguncia 1555.

La Paz de Augsburgo, también llamada Paz de las religiones, fue un trato firmado por Fernando I de Habsburgo, hermano y representante del emperador Carlos V, y los Estados imperiales, el 25 de septiembre de 1555 en la ciudad libre de Augsburgo en Alemania, por el cual se resolvía el conflicto religioso de la Reforma protestante.

## Aplicaciones
Un acuerdo que divide el Imperio de Carlos V en dos confesiones cristianas (luterana y católica) y otorga a los príncipes alemanes la capacidad de elegir la confesión a practicar en sus Estados (aunque solo las mencionadas: cualquier otra, como el calvinismo, estaba prohibida). Los súbditos del mencionado príncipe estaban obligados a profesar la religión que este eligiera (cuius regio, eius religio), pero tenían la alternativa de emigrar a otro país. Esta paz llegó pese a la victoria de Carlos V sobre la Liga de Esmalcalda en la batalla de Mühlberg de 1547, pues los príncipes alemanes lograron reorganizarse, obtener el apoyo del rey de Francia y hacer imposible en la práctica la total victoria militar por parte del emperador.
También se establece el principio del reservatum ecclesiasticum, según el cual si un príncipe que ocupaba un cargo eclesiástico católico se pasaba al luteranismo, no podía apropiarse los bienes del obispado o abadía y hacerlos hereditarios para la propia familia. El paso de la propiedad de beneficios y terrenos eclesiásticos al patrimonio personal del obispo o abad que se adhiriera al luteranismo, era llamada "secularización" y fueron reconocidas como tales solo las anteriores a 1552, mientras que los obispados y los bienes católicos secularizados después de 1552 debieron ser restituidos. Tal cláusula fue muy controvertida y considerada inaceptable por los príncipes luteranos, así que no fue votada en la Dieta, pero fue agregada con una deliberación del emperador. El estatus ambiguo de esta cláusula fue una de las causas de la guerra de los Treinta Años.